# کسن‌نوما، میاگی
کسن‌نوما در استان میاگی در کشور ژاپن واقع شده‌است که دارای جمعیت ۶۵٬۴۳۴ نفر و مساحت ۳۳۲٫۴۴ کیلومتر مربع با تراکم جمعیت ۱۹۷ نفر در کیلومترمربع است و در تاریخ ۳۱ مارس ۲۰۰۶ به عنوان شهر شناخته شد.